# Institut Catholique de Paris

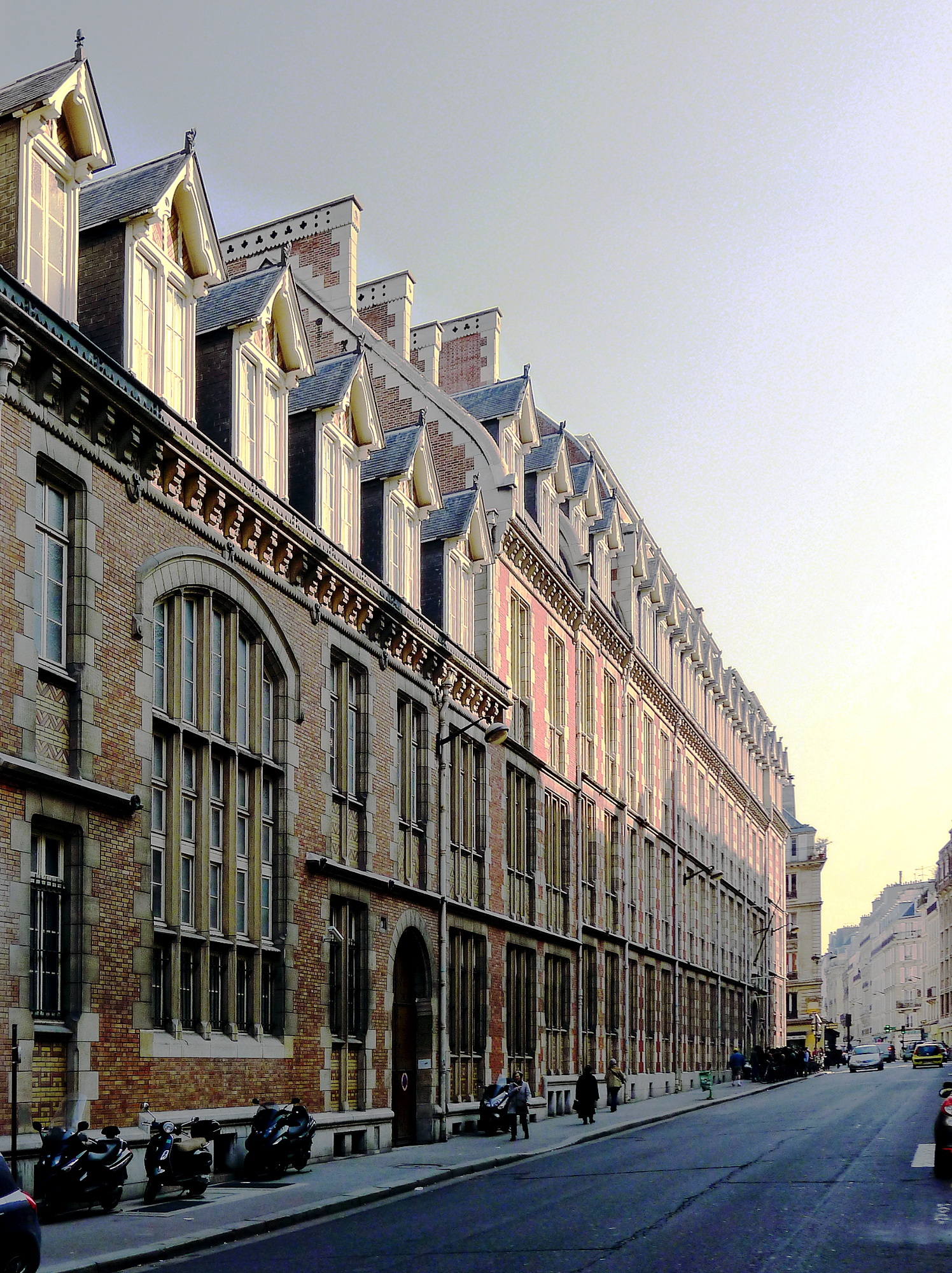
Institut Catholique de Paris, 21 rue d'Assas, Paris VI

Het Institut Catholique de Paris (ICP), in de omgangstaal meestal La Catho genoemd, is een Franse katholieke universiteit in Parijs.
De universiteit werd gesticht in 1875 en heeft 6 faculteiten (theologie, literatuur, filosofie, sociale wetenschappen, pedagogie en canoniek recht), 16 instituten, 6 vakhogescholen (waaronder het Institut polytechnique Saint Louis in Cergy-Pontoise), 1 priesterseminarie (het Séminaire des Carmes) en verscheidene onderzoekslaboratoria.
Het ICP is samen met 4 andere Franse katholieke universiteiten (Rijsel, Lyon, Angers en Toulouse) verenigd in de Union des Etablissements d'Enseignement Supérieur Catholiques (UDESCA) en is lid van de IFCU waartoe wereldwijd zo'n 200 katholieke universiteiten behoren.

## Bekende docenten
- Alfred Baudrillart
- Édouard Branly
- Michel de Certeau
- Alfred Loisy
- Pierre Teilhard de Chardin
- Joseph Doré
- Albert de Lapparent
- Jean Daniélou

## Bekende studenten
- Simone de Beauvoir
- Johann Werner Mödlhammer
- Moritz Csáky
- Alfons Deissler
- Rolf Kühn
- Joachim Kouraleyo Tarounga
- François Xavier Le Van Hong
- Jean-Marie Lustiger
- Joseph Nguyễn Chí Linh
- Gonzague de Reynold
- Michel de Certeau
- André Vingt-Trois
- Jean-Marie Villot
- Franc Rode
- Robert E. Barron